# Мультинські озера
Мульти́нські озе́ра (рос. Мультинские озёра) — система природних озер в Алтайських горах, розташована в межах Республіки Алтай на південному сході Росії. Включає 10 водойм, з яких найбільші за розміром і найвідоміші Верхнє Мультинське, Середнє Мультинське, Нижнє Мультинське, Поперечне і Кріпке озера. Всі вони належать до високогірних льодовикових водойм. Назва озерної системи походить від річки Мульти, в долині якої вона лежить.
Мультинські озера відомі мальовничими краєвидами, мають велике природоохоронне значення, належать до популярних об'єктів екологічного і рекреаційного туризму. 26 вересня 1978 року (підтверджено 1996) двом з них надано статус комплексної пам'ятки природи, яку також названо «Мультинські озера». Таким чином, під цим терміном можуть розуміти як усю систему в цілому, так і лише два заповіданих озера — Середнє і Нижнє Мультинське.

## Клімат
Клімат в околицях Мультинських озер різко континентальний. Середні температури січня в цій частині Алтаю сягають −18…–20 °C, літні температури залежать від висоти розташування кожної водойми, але зазвичай не перевищують +11… +12 °C. Зима в цьому регіоні тривала й багатосніжна, літо коротке, прохолодне та дощове. Середньорічна сума опадів становить 600 м, більша частина з них випадає влітку. Потужність снігового покриву варіює від 50 до 150 см.
Біоклімат переважно дискомфортний. Вершини гір часто ховаються за хмарами. Взимку для високогір'я характерні температурні інверсії, що проявляють себе туманами. Влітку погода також швидко змінюється і часто буває похмурою.
Погодні умови Мультинських озер

## Географія
Адміністративно вся система Мультинських озер лежить на південному сході Усть-Коксинського району Республіки Алтай. Водойми розташовані приблизно за 40 км від районного центру Усть-Кокса в напрямку півдня — південного сходу і за 20 км на південь від найближчого населеного пункту — села Мульта. Верхнє Мультинське і Поперечне озера, а також ряд дрібних водойм системи лежать в охоронюваній зоні Катунського заповідника, Середнє і Нижнє Мультинське озера, як окрема природна пам'ятка, до неї не входять. Загалом околиці цих озер малонаселені та віддалені від транспортних магістралей: від села Мульта до Нижнього і Середнього Мультинських озер пролягає тільки одна ґрунтова дорога, до вище розташованих водойм можна дістатися лише пішими і кінними стежками.
З фізико-географічної точки зору Мультинські озера знаходяться на півдні Західного Сибіру, в центральній частині Алтайських гір, в якій зосереджені найвищі вершини. Система лежить у західній частині північного макросхилу Катунського хребта, в північній частині долини річки Мульти, приналежної до басейну Катуні. В макрорельєфі цієї місцевості переважають гребенеподібні вододіли з відмітками 3000 м і фрагменти давніх пенепленів. Відносні висоти гір в околицях озер сягають 1200 м. Висотний діапазон розташування усіх Мультинський озер 1627—1933 м над рівнем моря. Найвище розташоване Кріпке озеро (1933 м), трохи нижче — Верхнє Мультинське (1860 м) і Поперечне озера (1885 м), причому ці два лежать паралельно одне одному на відстані кількох кілометрів. На одній лінії з Верхнім Мультинським озером, але нижче нього знаходяться Середнє (1740 м) і Нижнє Мультинські озера (1710 м) — всі три формують каскад, оскільки пов'язані спільним стоком. Якщо йдеться про природну пам'ятку «Мультинські озера», то дві її водойми лежать за 7—10 км на північний захід від висоти 3145.
Малі Мультинські озера
Загальна площа усіх водойм системи не обрахована, а площа пам'ятки «Мультинські озера» дорівнює 301,7 га, з яких 186 га становить площа Середнього Мультинського озера, 100 га — площа Нижнього, а ще 20 га припадають на берегову охоронну зону навколо них (це смуга біля урізу води завширшки 50 м). За іншими відомостями, під охороною перебувають 261,6 га акваторії з охоронною зоною в 22 га. Ще 702—708 га прилеглих земель охороняють без вилучення з землекористування. Характерною особливістю великих Мультинських озер є витягнута форма, причому всі вони орієнтовані в мерідіанальному напрямку, тобто з півночі на південь. Малі водойми цієї системи переважно круглі. Довжина п'яти найбільших водойм системи коливається в межах від 900 до 2300 м при ширині 300—700 м. Глибина варіює дуже сильно: від 8 м у Середнього Мультинського озера до 47,7 м у Верхнього Мультинського. Метричні характеристики озер та їхня геометрична конфігурація обумовлені їхнім геологічним походженням.
Великі Мультинські озера

## Геологія та гідрологія

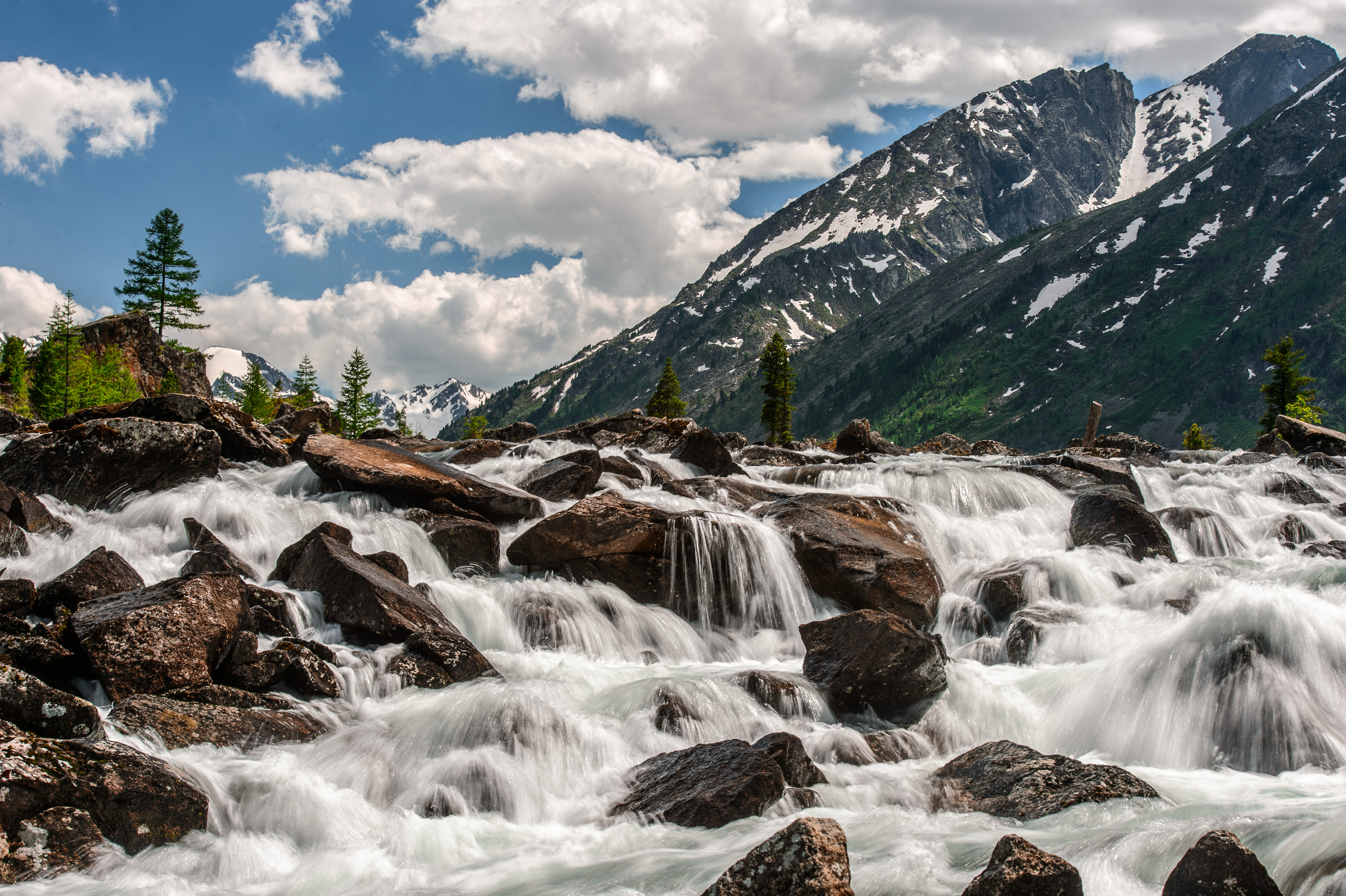
Водоспад Шуми — це моренний вал, який долає вода на шляху між Середнім і Нижнім Мультинськими озерами.

За походженням усі Мультинські озера належать до льодовикових. Як правило, вони виникли внаслідок рельєфотворної дії льодових мас, які, рухаючись схилами вниз, виорали на своєму шляху або довгасті троги, або круглі кари. Замкнуті карові котловини найчастіше лежать біля самих вершин, тому в них виникли найменші з Мультинських озер. Троги лежать трохи нижче, формуючи міжгірні долини. Ці довгасті улоговини, наповнившись водою, дали початок найбільшим з Мультинських озер. До означених геологічних процесів в окремих випадках додалося накопичення уламкового матеріалу, принесеного льодовиками, — так званої морени. Зокрема, моренно-запрудне походження мають Середнє і Нижнє Мультинські озера. Між ними існує моренний вал з великих уламків скель, ширина якого не перевищує 100—150 м. Його матеріал, по-перше, став основою для утвореного тут водоспаду Шуми, по-друге, виконує фільтрувальну функцію і тим самим впливає на гідрохімію Нижнього Мультинського озера.
Живлення озерної системи забезпечують малі річки завдовжки кілька кілометрів кожна, а також численні гірські струмки, що збігають з гір. У багатьох місцях ці водотоки утворюють мальовничі водоспади. Дренує всю систему фактично одна річка — Мульта. Її витік лежить у Верхньому Мультинському озері, а річище пролягає через Середнє і Нижнє Мультинські озера. Правою притокою цієї водної артерії є річка Поперечна, яка забирає воду з однойменного озера. Найменші з водойм альпійського поясу безстічні, але при сезонному переповненні скидають частину води в нижчі озера через тимчасові водотоки.

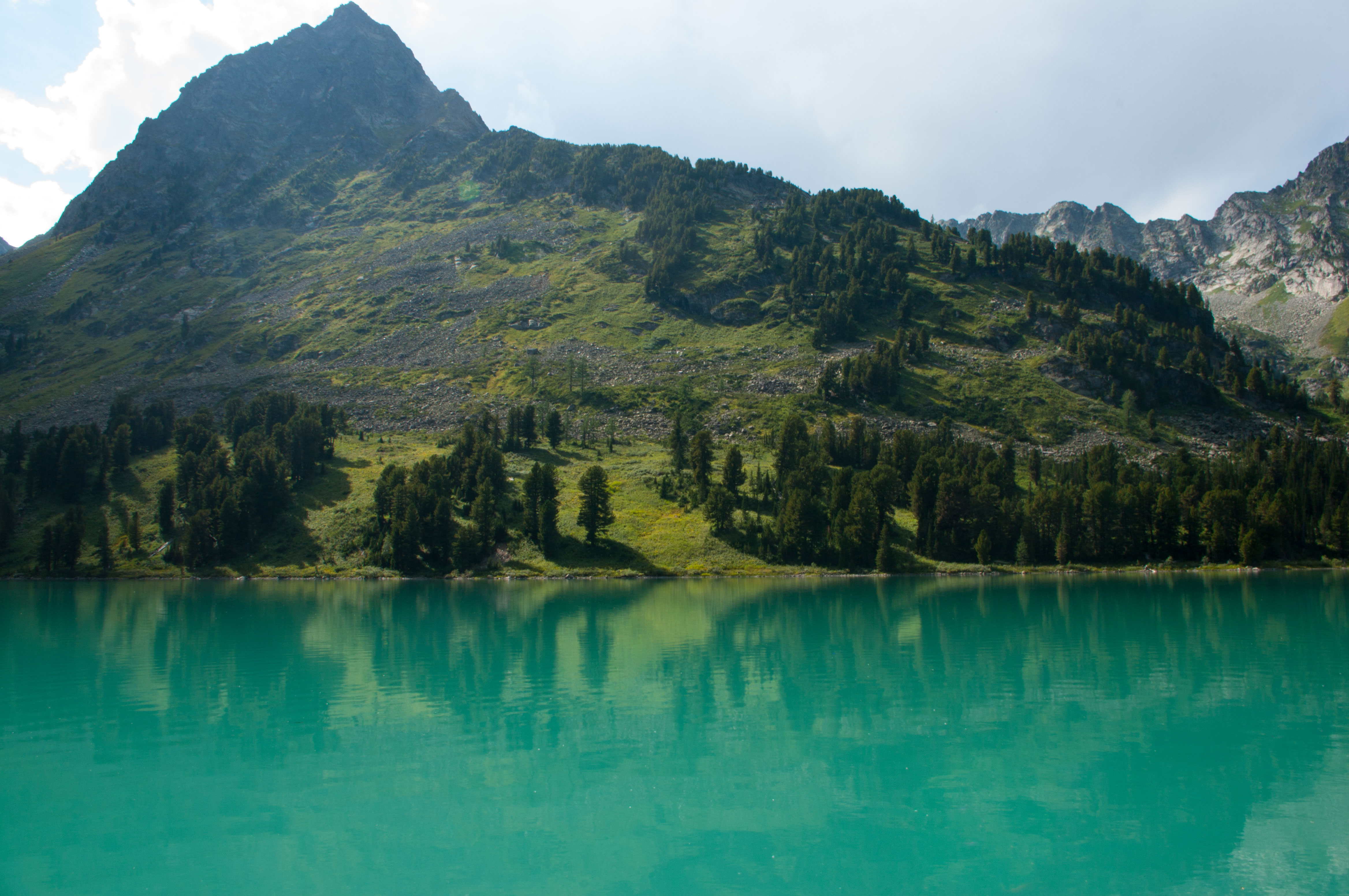
Молочно-смарагдова вода Верхнього Мультинського озера.

За фізико-хімічними показниками води Мультинські озера схожі одне на одне. Оскільки їхнє живлення переважно льодовикове і меншою мірою снігове, то ці водойми цілий рік мають низьку температуру. Холодноводність забезпечує і висотне розташування, адже у високогір'ях вода просто не встигає прогрітись за коротке і прохолодне літо. Водночас у температурному режимі озер існують деякі відмінності. Нижнє, Середнє і Верхнє Мультинські озера за рахунок більшого розміру прогріваються до +8…+12 °C, а маленькі водойми в альпійському поясі ще холодніші. Ця різниця впливає на зарибленість озер.
Мультинські озера вирізняє висока якість води́ (насиченість киснем і хімічна чистота, незначна мінералізація) в поєднанні з привабливим яскравим кольором, який у різних водоймах може бути небесно-блакитним, насичено-бірюзовим або зеленкувато-синім. Разом з тим, більшість водойм системи має дещо каламутну воду, що обумовлено виносом делювію з гір, який накопичується в озерній воді у формі завису. Виняток становить Нижнє Мультинське озеро, чия прозорість пояснюється тим, що вода в нього надходить через моренний вал, який частково фільтрує домішки. Вода Мультинських озер м'яка, її твердість дорівнює 0,68—0,97 мг-екв/дм³, БПК5 становить, за одним джерелом, 0,5—1,17 мгО2/дм³, за іншим, — 0,39—0,93 мгО2/дм³, тобто озера є екологічно чистими. За гідрохімічною класифікацією місцеву воду відносять до гідрокарбонатно-магнієво-кальцієвого типу ультрапрісних нейтральних вод.

## Флора і фауна

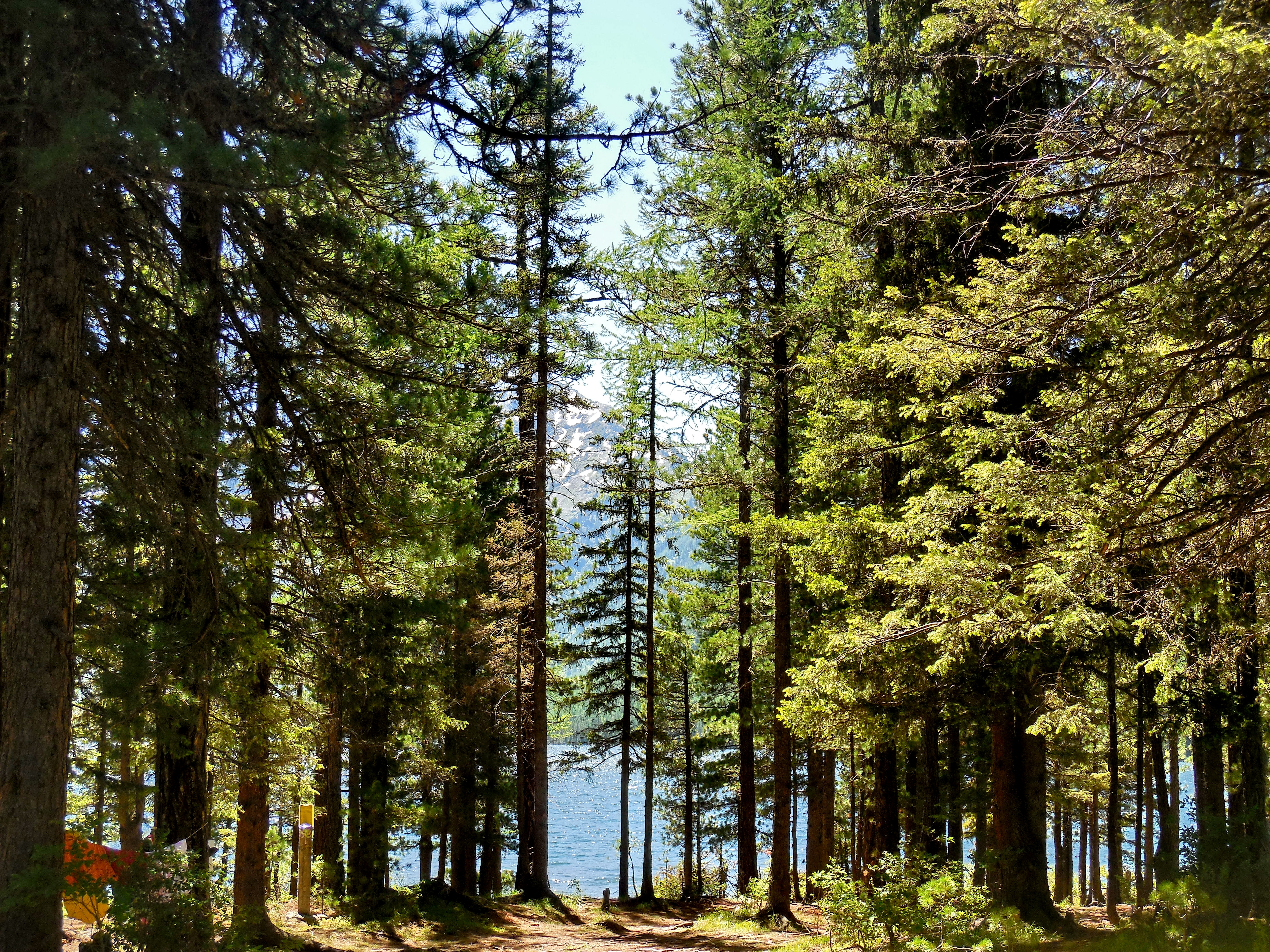
Кедровий ліс на березі Нижнього Мультинського озера.

Навколо озер поширені низькотравні гірсько-лучні малопотужні ґрунти, які ближче до вершин змінюють гірсько-тундрові перегнійні ґрунти. Мультинські озера лежать у трьох висотних поясах: лісовому, субальпійському і альпійському. Місцева флора налічує 350 видів рослин і за своїм характером подібна до рослинності розташованого трохи далі Кучерлінського озера. Найнижчий лісовий пояс представлений здебільшого модриново-кедровою тайгою, в якій домінують модрина сибірська і сосна сибірська, більш відома під народною назвою «кедр». Сосна має темну хвою, а модрина — опадну, тому восени місцеві ліси контрастно забарвлені в зелено-жовті кольори. На північних схилах розвинуті зеленомохові кедрові ліси. Часто тут трапляються модринові рідколісся, які вище переходять у високотравні субальпійські луки. Ця місцевість особливо приваблива навесні та влітку, коли на луках цвіте чимало яскравих квітів. З них найбільш характерні вовчі лапи місцевих видів (Trollius altaicus і Trollius asiaticus), орлики (Aquilegia glandulosa), тирлич (Gentiana grandiflora), осот різнолистий, чемериця зеленоцвіта, фіалки (Viola altaica) тощо. Ближче до вершин високотравні луки змінюють альпійські низькотравні луки, дріадова і чагарникова тундра, в якій переважають карликові види беріз, дріада і чорниця. Всі три пояси тут і там перетинають кам'яні ріки («куруми») і осипи, на яких рослинність майже не розвинута. На берегах подекуди трапляються заболочені ділянки, зайняті невибагливими злаками, осокою, калюжницею болотяною і оливником рожевим. В околицях Мультинських озер знайдені рідкісні види рослин, з яких тут особливо численні Allium altaicum, Hedysarum theinum, Rhaponticum carthamoides («маралячий корінь»), Rhodiola algida, Rhodiola quadrifida, Rosa oxyacantha, оливник рожевий.
Фауна навколишньої території має тайговий характер, в ній присутні декілька десятків видів ссавців і птахів, 3 види риб. У лісах звичайні олені сибірського підвиду (марали), сарни, білі зайці, вивірки, соболі, меншою мірою рисі. Тут багато бурих ведмедів, які влітку шукають поживу на луках і в тундрі. Постійні мешканці осипів — пискухи. З водних тварин трапляється видра. Вельми різноманітне пташине населення, в якому переважають дрібні горобцеподібні пернаті. З більших птахів в лісах мешкають глушець і орябок, у тундрі і на луках багато білих куріпок, біля самих вершин зрідка трапляються рідкісні алтайські улари. У самих водоймах птахи більш помітні. З водоплавних на Мультинських озерах найчастіше можна побачити чорношиїх гагар, великих і малих чирянок, великих бакланів, з дрібних — пронурків і плисок, а з хижих над водними просторами полюють скопи, рідше — беркути. На місцевих луках багато метеликів, з яких особливо виділяють рідкісних аполлона, Parnassius phoebus, Erebia kindermanni.
Рибне населення Мультинських озер, по-перше, одноманітне, по-друге, дуже нерівномірне за чисельністю. У водоймах цієї системи виживають тільки найбільш холодолюбні види риб, такі як харіус сибірський і бабець строкатоплавцевий. В 1964 році в Нижньому Мультинському озері виловили місцевий вид ленка (Brachymystax tumensis), занесений до Червоної книги Росії. Причому це озеро залишається єдиним, в якому виявлено всі три види, наприклад, у Поперечному озері мешкає лише бабець, а у Верхньому Мультинському і ряді дрібних високогірних озер взагалі немає риби.
Фауна Мультинських озер

## Значення
Мультинські озера з середини XX століття стали популярними в середовищі туристів і рибалок-аматорів. Перших сюди приваблюють різноманітні краєвиди, адже кожна з великих водойм системи по-своєму мальовнича, другі полюбляють рибалити на харіуса, тому що в інших водоймах Алтаю ця промислова риба тепер нечисельна. Оскільки Мультинські озера віддалені від поселень, власної інфраструктури вони не мають. З житла тут існують лише єгерські кордони Усть-Коксинського лісництва і Катунського заповідника. Відвідини озер відбуваються двома способами. Працівники Катунського заповідника включають їх у ряд екскурсійних маршрутів заповідною територією, а самодіяльні туристи просто ставлять наметові табори на берегах. Саме остання група відвідувачів найбільше забруднює навколишнє середовище. Наразі шумове забруднення, побутове сміття, деградація рослинності внаслідок витоптування і заготівлі дров є головними проблемами Мультинських озер.
Туристична інфраструктура Нижнього Мультинського озера

## Галерея
|  |  |  |  |